# Cremastosperma cenepense
Cremastosperma cenepense là loài thực vật có hoa thuộc họ Na. Loài này được Pirie & Zapata mô tả khoa học đầu tiên năm 2004.